# NGC 7207
NGC 7207 este o galaxie situată în constelația Pegas. A fost descoperită în 7 august 1864 de către Albert Marth.